# Korpus Strażników Rewolucji Islamskiej

Flaga Korpusu Strażników Rewolucji Islamskiej

Korpus Strażników Rewolucji Islamskiej lub Armia Strażników Rewolucji Islamskiej (per. سپاه پاسداران انقلاب اسلامی – Sepah-e Pasdaran-e Enghelab-e Eslami) – jedna z dwóch gałęzi irańskich sił zbrojnych, obok Armii Islamskiej Republiki Iranu. Według irańskiej konstytucji Armia odpowiedzialna jest za obronę granic i porządku wewnętrznego Iranu, podczas gdy Korpus odpowiedzialny jest za obronę rewolucji islamskiej i jej osiągnięć. Do jego zadań należy zwalczanie ruchów niechętnych ustrojowi Iranu jako republiki islamskiej, wspieranie proirańskich organizacji zbrojnych poza granicami kraju i zwalczanie wpływów obcych w Iranie. W strukturze Korpusu Strażników funkcjonują siły lądowe, siły powietrzne, marynarka, służby wywiadowcze, specjalna jednostka – Siły Ghods oraz paramilitarny Związek Mobilizacji Uciemiężonych. Łączna liczba żołnierzy Korpusu (bez Związku Mobilizacji Uciemiężonych) szacowana jest w granicach 160 tys.
Korpus Strażników Rewolucji Islamskiej został utworzony w maju 1979. Odegrał kluczową rolę po stronie Iranu w wojnie iracko-irańskiej. W kolejnych latach wspierał, zgodnie z irańską polityką zagraniczną, formacje zbrojne poza granicami kraju, w tym m.in. Palestyński Islamski Dżihad i Hamas w Palestynie, Hezbollah w Libanie (tworzony przez przedstawicieli Korpusu). Oficerowie Korpusu i tworzone przez nich milicje szyickie brały udział w wojnie domowej w Syrii, walcząc po stronie wojsk wiernych prezydentowi kraju Baszszarowi al-Asadowi, jak również w wojnie z Państwem Islamskim w Iraku.
Od zakończenia wojny iracko-irańskiej Korpus posiada znaczące wpływy w polityce wewnętrznej Iranu oraz w jego gospodarce.
W 2007 r. Stany Zjednoczone uznały KSRI za organizację wspierającą terroryzm, zaś w 2019 r. – wprost za organizację terrorystyczną.

## Nazwa
Oryginalna perska nazwa formacji może być tłumaczona zarówno jako Korpus, jak i jako Armia Strażników Rewolucji Islamskiej. Preferowanie przez większość autorów pierwszej wersji służy podkreśleniu różnicy między Strażnikami Rewolucji a Armią Islamskiej Republiki Iranu i uwypukleniu faktu, że obie formacje działają niezależnie od siebie, a ich kompetencje i zadania nie są tożsame.

## Utworzenie
Korpus Strażników Rewolucji Islamskiej został utworzony krótko po zwycięstwie irańskiej rewolucji islamskiej, w maju 1979 na osobiste polecenie ajatollaha Ruhollaha Chomejniego. Koncepcja powołania tego typu formacji była rozwijana przez Chomejniego jeszcze w okresie, gdy przebywał na emigracji; inspiracją dla niego był algierski Front Wyzwolenia Narodowego. Kwestię utworzenia Korpusu omawiano następnie w Radzie Rewolucyjnej jeszcze w lutym tego roku. Dekret tworzący Korpus Strażników zapowiadał, iż formacja będzie walczyła z pozostałościami po lojalnej wobec obalonego szacha Mohammada Rezy Pahlawiego armii, a także chroniła państwo przed kontrrewolucją. Chomejni i jego zwolennicy wzmacniali tym samym swoją pozycję polityczną i zabezpieczali przed ewentualnym wojskowym przewrotem. Ajatollah Chomejni zamierzał posłużyć się korpusem w ewentualnej walce z opozycją polityczną, niechętną ściśle religijnemu charakterowi władzy. Z czasem zadaniem formacji stała się również ochrona Iranu przed wrogami zewnętrznymi, także ideologicznymi. Artykuł 150 konstytucji Iranu przyjętej w 1979 stwierdza, że Strażnicy mają bronić rewolucji islamskiej i jej osiągnięć.
Pierwszym komendantem Korpusu został Mostafa Czamran, zaś jego pierwszymi żołnierzami – irańscy ochotnicy, którzy przed 1979 zamierzali prowadzić partyzancką wojnę z szachem i w tym celu udali się na szkolenie wojskowe w obozach Organizacji Wyzwolenia Palestyny. Niektórzy z nich brali udział w wojnie domowej w Libanie. We wrześniu 1979 w Korpusie służyło 11 tys. żołnierzy. Według innego źródła w maju 1979 było ich 4 tys., zaś w grudniu – 10 tys. Do 1981 liczba Strażników Rewolucji wzrosła do 50 tys. W 1983 było ich już 150 tys., dwa lata później – 250 tys., zaś w 1986 – 350 tys.

## Struktura i znaczenie w systemie bezpieczeństwa Iranu
Korpus Strażników Rewolucji Islamskiej funkcjonuje w Iranie obok Armii Islamskiej Republiki Iranu, z którą ma równocześnie rywalizować i strzec jej wierności rządowi. Wśród jego oficjalnych zadań wymienia się likwidowanie działań kontrrewolucyjnych wspólnie z Armią i policją, walkę z oddziałami kontrrewolucyjnymi, obronę przed aktywnością obcych wojsk na terytorium Iranu, prowadzenie szkoleń ideologicznych i polityczno-wojskowych, wdrażanie zdobyczy rewolucji islamskiej i wspieranie ruchów narodowowyzwoleńczych, wspieranie planów rozwojowych Iranu.

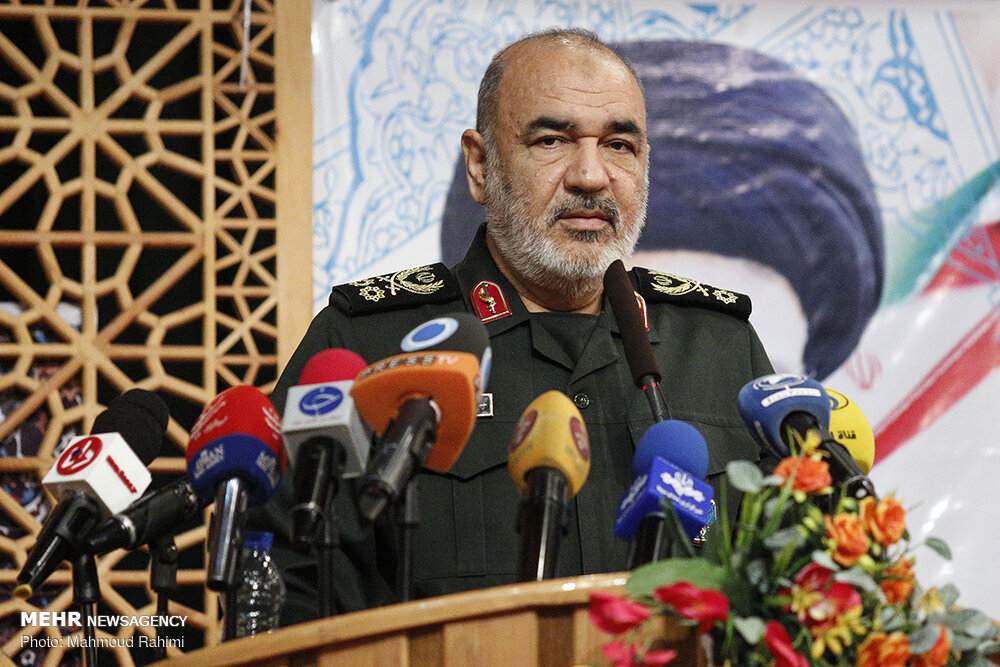
Gen. Hosejn Salami, dowódca Korpusu w latach 2019-2025.

Funkcjonuje odrębne ministerstwo, które zajmuje się wyłącznie sprawami Korpusu. Korpus odpowiedzialny jest bezpośrednio przed Najwyższym Przywódcą Iranu. Obecność kilku różnych formacji zbrojnych w systemie bezpieczeństwa Iranu ma gwarantować, że żadna z nich nie obali panującego porządku politycznego i nie przejmie władzy dla siebie.
Do czerwca 2025 r. dowódcą Korpusu był gen. Hosejn Salami, który pełnił tę funkcję od 2019 r. Zginął 13 czerwca 2025 r. w izraelskim ataku lotniczym, potwierdzonym przez irańskie media państwowe. Na mocy dekretu Najwyższego Przywódcy, tymczasowym dowódcą Korpusu Strażników Rewolucji Islamskiej został mianowany gen. brygady Ahmad Wahidi.
W skład Korpusu wchodzą:
- siły lądowe liczące 130 tys. żołnierzy, dowodzone przez gen. Mohammada Pakpura
- marynarka wojenna – 20 tys. żołnierzy pod dowództwem adm. Alego Fadawiego
- lotnictwo – 5 tys. żołnierzy
- służby wywiadowcze – 2 tys. żołnierzy[1]

Członkiem Korpusu Strażników Rewolucji Islamskiej może zostać wyłącznie obywatel Iranu w wieku od 16 do 40 lat, posiadający odpowiednie warunki psychofizyczne, wykształcenie, bezpartyjny ani niezaangażowany w przeszłości w żaden ruch polityczny, głęboko oddany idei rewolucji islamskiej i władzy Najwyższego Przywódcy, nieposiadający nałogów.

### Siły Ghods

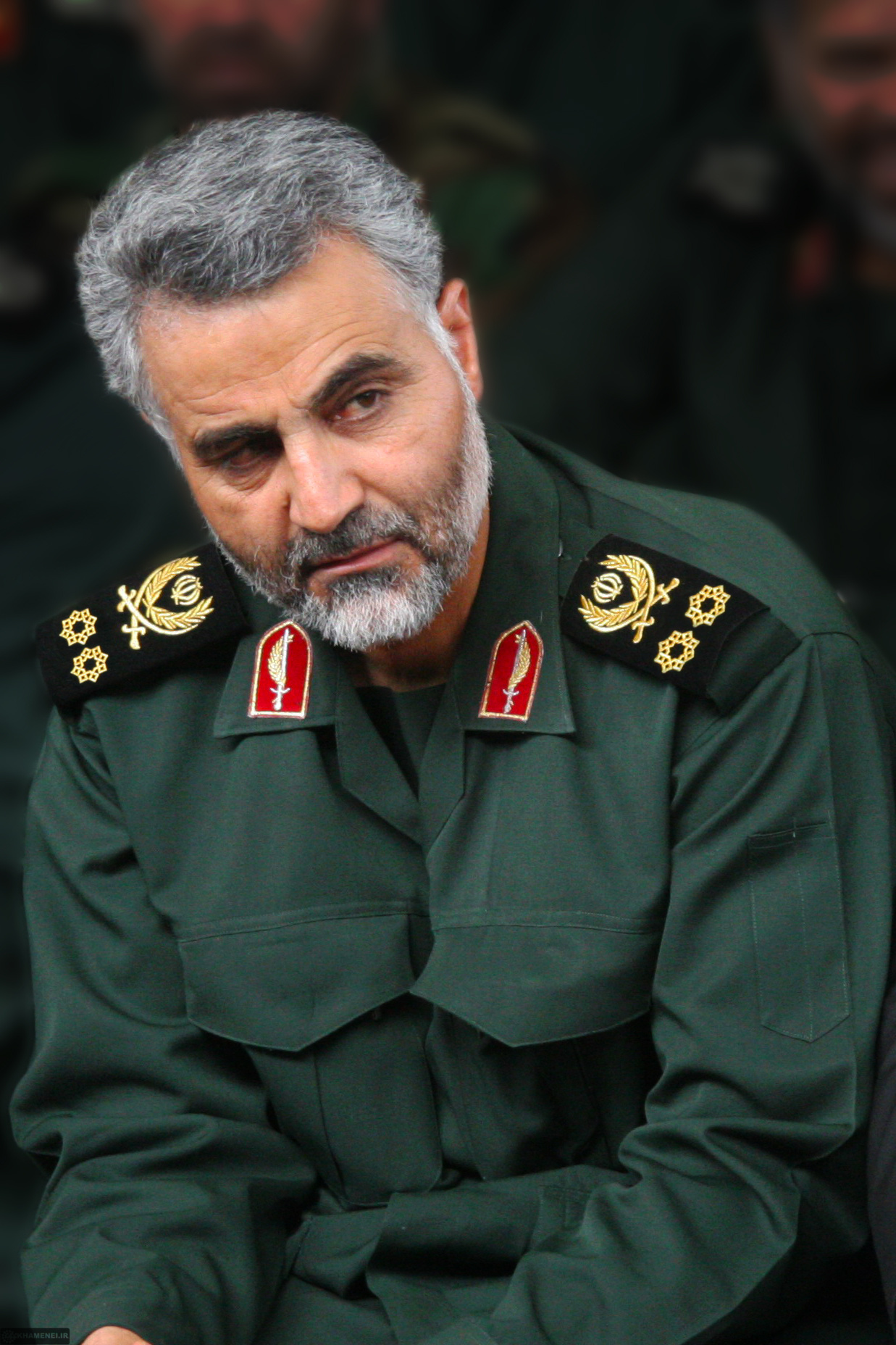
Gen. Ghasem Solejmani

Specjalną jednostką w strukturze Korpusu Strażników Rewolucji Islamskiej są siły Ghods (także tłumaczone jako brygada al-Kuds, dywizja al-Kuds, Święte Oddziały). Jednostka, niezależnie od przywództwa Korpusu, odpowiada bezpośrednio przed Najwyższym Przywódcą. Liczy prawdopodobnie ok. 15 tys. żołnierzy, zaś jej dowódcą od 1998 do śmierci w 2020 był gen. Ghasem Solejmani.
Zadaniem sił Ghods jest prowadzenie operacji poza granicami Iranu. Według amerykańskiego Departamentu Stanu prowadzi ona działania na rzecz realizowania interesów strategicznych Iranu w sferach wojskowej, politycznej i gospodarczej poprzez gromadzenie danych wywiadowczych, prowadzenie nieoficjalnych działań dyplomatycznych, przekazywanie wsparcia proirańskim organizacjom muzułmańskim, wspieranie wybranych organizacji zbrojnych, także terrorystycznych (poprzez dostarczanie pieniędzy i broni oraz szkolenie członków).

### Związek Mobilizacji Uciemiężonych (Basidż)
Związek Mobilizacji Uciemiężonych jako formacja paramilitarna powstał bezpośrednio po zwycięstwie rewolucji islamskiej, zaś od stycznia 1981 jest częścią składową KSRI. W stałej służbie pozostaje 90 tys. Basidżów, zaś 300 tys. – w rezerwie; Iran deklaruje ponadto, że w razie potrzeby jest w stanie zmobilizować od miliona do nawet 11 mln ochotników. W strukturze Basidżów znajduje się zarówno batalion męski Aszura, batalion kobiecy Zahra oraz bojówki Karbala i Zulfaghar.
Zadaniem Basidżów jest wspieranie oddziałów Korpusu Strażników Rewolucji Islamskiej, tłumienie protestów ulicznych i zamieszek, aktywność w internecie – wykrywanie i neutralizowanie treści wrogich Iranowi i jego ustrojowi, likwidowanie skutków klęsk żywiołowych.
Dowódcą Związku od 2019 r. jest gen. Gholamreza Solejmani.

## Historia KSRI

### Walki z opozycją w latach 1979–1982
Pierwszym konfliktem, w którym wzięli udział Strażnicy Rewolucji, były walki z buntem kurdyjskim w Sanandadż, jaki wybuchł w marcu 1979 i w ciągu kolejnych miesięcy rozlał się na cały region. Pełni zapału bojowego, lecz źle dowodzeni i wyszkoleni Strażnicy początkowo ponosili porażki, ostatecznie jednak zdołali stłumić bunt. W walkach zginęło ok. 5 tys. kurdyjskich partyzantów i 1200 wspierających ich cywilów.
Część oddziałów Korpusu na początku lat 80. XX wieku brała udział w zniszczeniu opozycyjnej organizacji Ludowych Mudżahedinów. Organizacja ta dokonała w letnich miesiącach 1981 serii ataków na rządzącą Islamską Partię Republikańską. W odpowiedzi władze Iranu poleciły Strażnikom Rewolucji zniszczenie ruchu mudżahedinów, który został faktycznie pokonany. W 1980 Strażnicy Rewolucji aresztowali wszystkich dziewięciu członków najwyższej rady irańskiej bahaitów; wszyscy oni następnie zaginęli bez wieści. W latach 1981–1982 członkowie KSRI mogli bez nakazu aresztować dowolną osobę, którą uznali za nielojalną wobec rewolucji. Równocześnie biura Korpusu były obiektem ataków skrajnie lewicowych organizacji występujących przeciw rządowi islamskiemu.

### Wojna iracko-irańska

#### 1980–1982
Strażnicy Rewolucji odegrali kluczową rolę w powstrzymaniu inwazji wojsk irackich na Iran bezpośrednio po rozpoczęciu wojny (pierwsza faza konfliktu – do 1982), chociaż nadal borykali się z niedostatkiem wyposażenia i doświadczenia. Podczas wojny iracko-irańskiej z rewolucyjnej milicji stali się zawodową siłą militarną.
Wojna iracko-irańska rozpoczęła się 22 września 1980 od ataku Iraku na wschodniego sąsiada. Uderzenia powietrzne Irakijczyków w pierwszych dniach wojny zakończyły się niepowodzeniem. Opór irańskich wojsk lądowych był natomiast słaby i nieskoordynowany. Strażnicy Rewolucji, chociaż ich morale było wysokie, przez brak doświadczenia ponieśli w pierwszych miesiącach wojny bardzo ciężkie straty. Brali udział w zatrzymaniu irackiej operacji Kadisijja. Na innym odcinku frontu między 22 września a 10 listopada 1980 brali udział w obronie Chorramszahru, zdobytego ostatecznie przez Irakijczyków i Abadanu, którego Irakijczycy nigdy nie zajęli, dobrze radząc sobie z obroną w terenie trudnym, zurbanizowanym.
Od lutego-marca 1981 Strażnicy Rewolucji brali udział w licznych niewielkich operacjach ofensywnych na całej długości frontu. W maju 1981 brali udział w walkach o wzgórza wokół Susangerdu, gdzie odnieśli częściowe sukcesy, nie zdołali jednak przełamać irackich linii obronnych. W końcu września wzięli udział w odblokowaniu oblężonego Abadanu (operacja Ósmy Imam 27 września 1981). 9 listopada tego samego roku 14 tys. Strażników, razem z 1. i 2. Brygadą Pancerną z 16 Dywizji Pancernej oraz jedną dywizją piechoty, wzięło udział w operacji Droga do Jerozolimy, której celem było odbicie Bostanu. W zakończonej powodzeniem operacji odznaczyła się brygada Korpusu „Imam Husajn”, jednak główną rolę odegrały podczas niej jednostki regularnej armii irańskiej. Strażnicy nie odnieśli natomiast sukcesów w dalszych walkach w rejonie Susangerdu w grudniu 1981. W 1981 dowódcą korpusu został Mohsen Rezaji
Na przełomie lutego i marca 1982 80 tys. Strażników Rewolucji oraz Basidżów, obok 60 tys. żołnierzy z 4 dywizji armii irańskiej, wzięło udział w operacji Niezaprzeczalne Zwycięstwo w północnym Chuzestanie. Podczas działań Strażnicy po raz pierwszy na masową skalę zastosowali taktykę fali ludzkiej, chociaż przynosiła ona ogromne straty. Spośród oddziałów Strażników w operacji wzięły udział brygady „Nasr”, „Ghods” oraz Fadżr”.
Między 30 kwietnia a 25 maja 1982 Strażnicy (dywizje „Fadżr”, „Nasr” i „Ghods”) wzięli udział w zwycięskiej dla Iranu operacji Jerozolima (Bajt al-Mokaddas). Odegrali decydującą rolę podczas odbicia z rąk Irakijczyków Chorramszahru. 25 maja 1982 ostatnie jednostki irackie wycofały się z terytorium Iranu.
7 Dywizja Strażników Rewolucji walczyła następnie w kolejnej operacji irańskiej Błogosławiony Ramadan (14 lipca – 30 września 1982). Niektóre oddziały Strażników Rewolucji były w ogóle nieuzbrojone. Ich żołnierze, atakując falami ludzkimi, oczyszczali pola minowe. Celem operacji było zdobycie Basry. W pierwszym dniu operacji irańskie jednostki pancerne oraz oddziały Strażników nie zdołały jednak przełamać irackiej obrony – dotarły najbliżej na odległość 10 km od miasta. W kolejnych dniach, aż do września, natarcia Strażników były ponawiane, jednak bez powodzenia. Ofensywa zakończyła się klęską. Niepowodzeniem zakończyła się również operacja Syn Jakuba w dniach 30 października – 10 listopada 1982, podczas którego Strażnicy Rewolucji próbowali zająć miasto Mandali i rozpocząć tym samym marsz przeciwko Bagdadowi.

#### 1983–1984
W dniach 7–26 lutego 1983 siły irańskie po raz drugi zaatakowały Basrę (operacja Wal-Fajr 1 – Przed Świtem). Ponownie uderzenie Strażników Rewolucji na dobrze umocnione pozycje wroga zakończyło się niepowodzeniem. Jednym z przyczyn niepowodzenia był brak koordynacji między Strażnikami Rewolucji a regularnymi oddziałami pancernymi. Podczas operacji Wal-Fajr 3, ponosząc ogromne straty, Strażnicy zdobyli wzgórza w rejonie Mehran. Nie odnieśli natomiast sukcesu podczas operacji Wal-Fajr 4 w październiku 1983.
16–25 lutego 1984 Strażnicy Rewolucji byli główną siłą podczas operacji Fatima as-Sahra (Córka Proroka). Miała ona związać odwody irackiego 3 Korpusu Armijnego przed kolejną zaplanowaną operacją Hajbar. Irańczycy nie dysponowali ciężkim sprzętem i większość ataków podczas operacji była uderzeniami fali ludzkiej wykonywanymi przez Strażników. Udało im się zająć wyspy Al-Bajda, Sachra i Ajwada, ale nie przecięli autostrady z Bagdadu do Basry. Nie udało im się również opanować górujących nad autostradą wzgórz podczas operacji Wal-Fajr 6. W tym samym czasie, między 14 lutego a 19 marca 1984 9 brygada Korpusu Strażników Rewolucji Islamskiej, przemianowana w trakcie operacji na dywizję „Badr” brała udział w operacji Hajbar. Jej celem było zajęcie Al-Kurny, wysp Madżnun i przecięcie drogi z Bagdadu do Basry. Również ta operacja zakończyła się, mimo początkowych sukcesów, niepowodzeniem. Strażnicy Rewolucji oraz Basidżowie stracili podczas tej operacji od 12 do 20 tys. zabitych (straty wojsk regularnych wynosiły 6 tys.), zaś podczas sześciu kolejnych operacji Wal-Fajr – dalsze 20 tys. zabitych i 30 tys. rannych. Do końca roku formacja nie była już w stanie przeprowadzić żadnej większej operacji zaczepnej. W związku z bardzo trudną sytuacją irańskich sił zbrojnych, zwłaszcza niedostatkiem ciężkiego sprzętu, władze Iranu rozważały kontynuowanie lub zakończenie wojny. 300 tys. Strażników Rewolucji i Basidżów zostało czasowo zdemobilizowanych. Ostatecznie zdecydowano o dalszej walce przeciwko Irakowi aż do obalenia rządów Saddama Husajna

#### 1985–1988
W dniach 11–18 marca 1985 Iran przeprowadził operację Badr – kolejną próbę zajęcia Basry. Ryzykowna i źle przeprowadzona operacja przeciwko silnie ufortyfikowanemu przeciwnikowi zakończyła się całkowitą klęską i pochłonęła od 8–12 tys. do nawet 27 tys. ofiar, głównie Strażników Rewolucji (w działaniach uczestniczyły m.in. ich dywizje „Wali Asr”, „Ali Ibn Abi Talib” oraz „Aszura”). Zdołali się oni jedynie utrzymać na wyspach Madżnun. Dywizja „Wali Asr” została niemal całkowicie zniszczona. Walki o wyspy powtarzały się w maju i czerwcu 1985. Strażnicy Rewolucji ponieśli znaczące straty i musieli opuścić część wysp, jednak nie zostali z nich całkowicie wyparci.
Po klęsce operacji Badr i braku spodziewanych efektów mniejszych uderzeń armia irańska przeprowadziła na całej długości frontu ok. 40 akcji zaczepnych, które miały przygotować atak na półwysep al-Fau i Umm Kasr, by odciąć Irak od Zatoki Perskiej. W operacji wzięły udział dywizje KSRI „Fadżr”, „Nasr”, „Karbala” i „Nadżaf-Aszrot”. Operacja zakończyła się zajęciem al-Fau i pasu wybrzeża w sąsiedztwie Umm Kasr, chociaż nie samego miasta.
W grudniu 1986 60 tys. Strażników Rewolucji i Basidżów wzięło udział w nieudanej operacji Karbala 4, podczas której usiłowano zniszczyć umocnienia irackie w rejonie Basry. Ataki falami ludzkimi na lepiej ufortyfikowane pozycje zostały krwawo odparte. W styczniu roku następnego Strażnicy Rewolucji brali udział w jednej z największych irańskich operacji podczas wojny – Karbala 5. Wzięło w niej udział 150–200 tys. Strażników Rewolucji i Basidżów. W jej trakcie odnieśli jedynie częściowe sukcesy – zajęli istotny rejon Szalamcze, ale po raz kolejny nie udało im się zdobyć Basry ani całkowicie odciąć Iraku od wód Szatt al-Arab. Ponieśli również ogromne straty sięgające 70–80 tys. żołnierzy. W tym samym czasie dywizja piechoty KSRI „Aszura” wzięła udział w zdobyciu strategicznych wzgórz w rejonie Chanagin i Mandali podczas prowadzonej równolegle operacji Karbala 6. Nie przyniosła natomiast sukcesu operacja Karbala 7, która z powodu wyczerpania materiałowego armii irańskiej okazała się ostatnią podczas wojny operacją lądową Iranu.
W kwietniu 1987 Irak odbił z rąk irańskich al-Fau (operacja Błogosławiony Ramadan). Dla Strażników Rewolucji odpowiedzialnych za jego obronę było to szczególnie upokarzające, a dowodzący Korpusem Mohsen Rezaji musiał złożyć publiczną samokrytykę.

#### Wojna tankowców
Ponieważ wojna iracko-irańska przedłużała się, nadwerężając gospodarki i zasoby obu państw, w 1984 roku oba kraje rozpoczęły ataki na tankowce przeciwnika. Jako pierwszy na irańskie instalacje naftowe i tankowce uderzył Irak, co spotkało się z identyczną odpowiedzią: Irańczycy zaatakowali tankowce Kuwejtu (który udostępniał Irakowi swoje porty i tankowce) i innych państw arabskich, które podejrzewano o eksport irackiej ropy. W irańskich działaniach na Zatoce Perskiej brała udział przede wszystkim Dywizja Morska Strażników Rewolucji.
Podczas wojny rząd irański zapewniał żołnierzom Korpusu wyższe wynagrodzenie i lepsze wyposażenie w porównaniu z armią regularną, co zachęcało młodych mężczyzn do wstępowania do formacji. Strażnicy mieli pierwszeństwo przy dostawach umundurowania, amunicji i sprzętu. Wielu Irańczyków zaciągnęło się do Korpusu także z pobudek ideowych – pragnienia walki w obronie rewolucji islamskiej i poniesienia męczeńskiej śmierci. W trakcie wojny Strażnicy zaczęli być postrzegani w Iranie jako najbardziej nieustraszeni obrońcy kraju, symbol triumfu rewolucji islamskiej nad silniejszym wrogiem.
20 sierpnia 1988 Iran zgodził się na irackie warunki zawieszenia broni, zaś w 1990 oba kraje podpisały traktat pokojowy. Granicę między nimi ustalono w oparciu o warunki przedwojennego porozumienia algierskiego. Łącznie w wojnie zginęło 79 644 Strażników Rewolucji, co stanowiło 65% wszystkich strat ludzkich poniesionych przez irańskie siły zbrojne.

### Po wojnie iracko-irańskiej

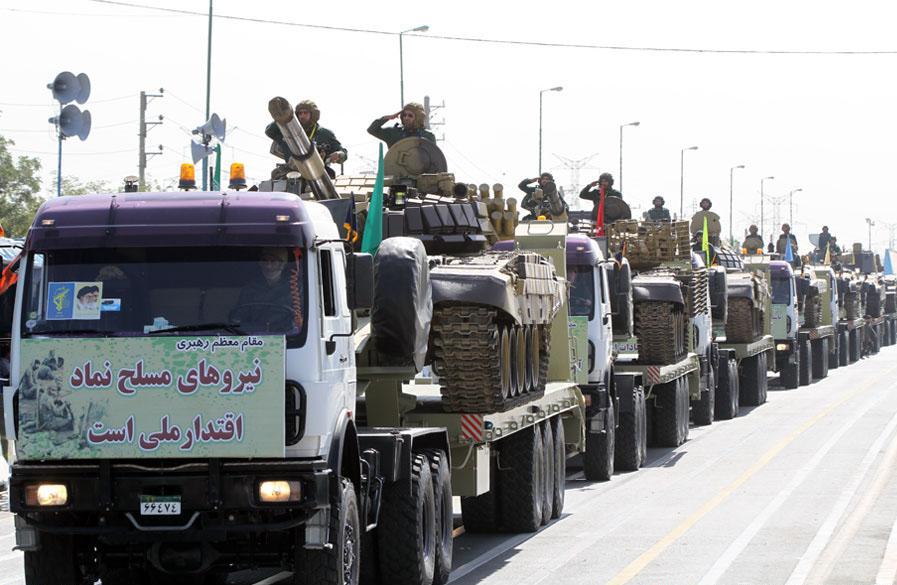

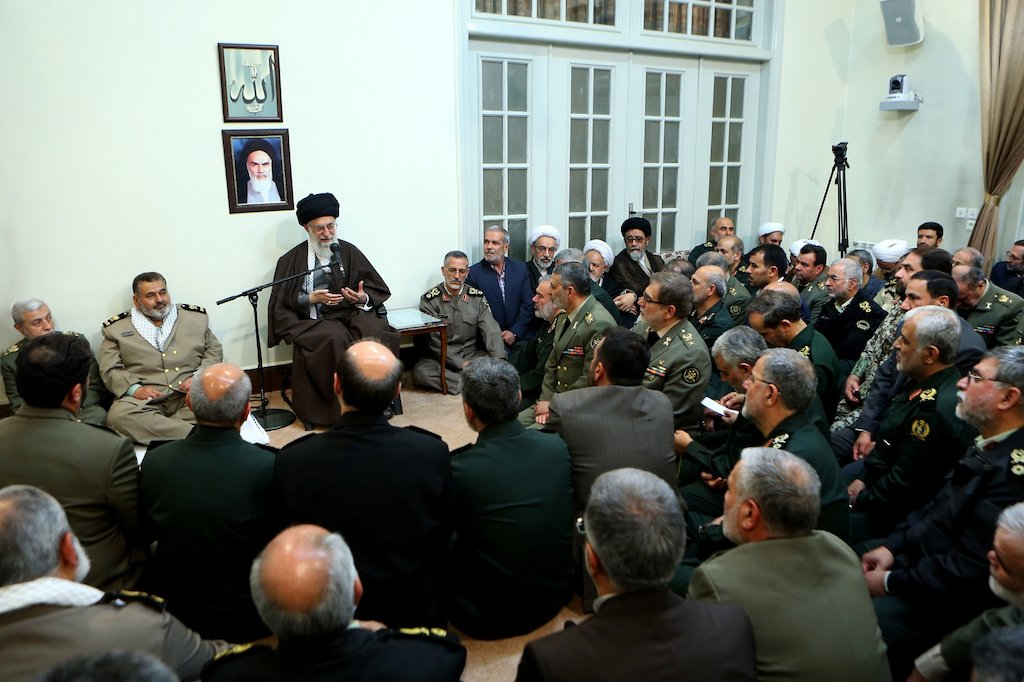
Dowódcy armii irańskiej i Korpusu Strażników Rewolucji Islamskiej na spotkaniu z Najwyższym Przywódcą Iranu Alim Chameneim, kwiecień 2016

Strażnicy Rewolucji po wojnie iracko-irańskiej pozostają jedną z najbardziej wpływowych organizacji w irańskim systemie politycznym. W latach 1997–2005 przyczynili się do zahamowania realizacji reform planowanych i wdrażanych przez prezydenta Mohammada Chatamiego. Tradycyjnie Strażnicy Rewolucji wspierają w Iranie siły polityczne związane z konserwatywną prawicą, niechętne reformom, chociaż poglądy polityczne wyrażane przez członków formacji są zróżnicowane. Wpływy Strażników były silne podczas prezydentury Mahmuda Ahmadineżada, który przez wiele lat sam był związany z Korpusem.

### Zaangażowanie poza granicami kraju

#### Liban
Od początku istnienia Korpus Strażników Rewolucji Islamskiej tworzył szyickie organizacje zbrojne poza granicami Iranu i udzielał im poparcia. W 1982 grupa 1500 żołnierzy Korpusu utworzyła Hezbollah w Libanie. Następnie pod irańskim patronatem powstawały jego oddziały w krajach Zatoki Perskiej i w Turcji. W szeregach Hezbollahu na stałe pozostawało kilkuset doradców pochodzących z Korpusu. Członkowie Korpusu brali udział w atakach terrorystycznych przeprowadzanych przez tę organizację oraz organizowali poza granicami Iranu zamachy na irańskich opozycjonistów i dysydentów. Wspierali również Hezbollah podczas wojny izraelsko-libańskiej w 2006.

#### Palestyna
Korpus Strażników Rewolucji Islamskiej wymieniany jest wśród najważniejszych sponsorów palestyńskich organizacji zbrojnych – Hamasu i Palestyńskiego Islamskiego Dżihadu.

### Udział w wojnie domowej w Syrii i w walce z Państwem Islamskim
Przed 2011 w Syrii stacjonowało od 2 do 3 tys. wojskowych Korpusu, zajmujących się głównie szkoleniem wojsk syryjskich i dostarczaniem broni i pieniędzy do Libanu. Oficerowie Korpusu Strażników Rewolucji Islamskiej na czele z gen. Ghasemem Solejmanim odegrali decydującą rolę w obronie rządu Baszszara al-Asada podczas wojny domowej w Syrii, w 2012, gdy wojska rządowe odniosły serię klęsk w walkach ze zbrojną opozycją. W 2014 Iran wzmocnił jeszcze swoją obecność w Syrii, kierując do udziału w wojnie domowej od 60 do ponad stu oficerów, głównie z sił Ghods, głównie do zadań logistycznych i wywiadowczych. Według niektórych źródeł to Irańczycy przejęli faktyczne dowodzenie nad osłabioną armią syryjską. W wojnie domowej w Syrii brały również udział szyickie milicje szkolone przez oficerów sił Ghods, w tym milicja afgańska, oraz oddziały Hezbollahu.
Korpus Strażników Rewolucji Islamskiej odegrał istotną rolę w powstrzymaniu ofensywy Państwa Islamskiego w Iraku w 2013. Gen. Ghasem Solejmani dowodził obroną Bagdadu oraz odzyskaniem Tikritu przez wojska irackie.
Iran wycofał część oficerów Korpusu ze służby w Syrii po ataku Izraela na konsulat irański w Damaszku w lutym 2024 r., podczas którego zginęło kilku wysokich rangą Strażników Rewolucji.

#### Jemen
Według analityków Korpus Strażników Rewolucji Islamskiej udziela wsparcia partyzantom Huti, umożliwiając im atakowanie okrętów na Morzu Czerwonym oraz organizację ataków na Izrael przy pomocy rakiet i dronów. Partyzanci są również szkoleni przez instruktorów Korpusu.

## Dowódcy Korpusu Strażników Rewolucji Islamskiej

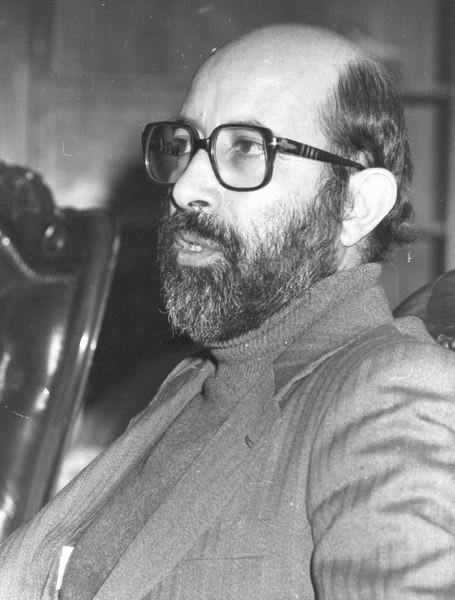
Mostafa Czamran

- Mostafa CzamranMostafa Czamran, 1980–1981
- Mohsen Rezaji, 1981–1997
- Jahja Rahim Safawi, 1997–2007
- Mohammad Ali Dżafari, 2007-2019[13][1]
- Hosejn Salami, 2019[13]-2025[89]
- Mohammad Pakpur, od 2025[91]

## Znaczenie Korpusu Strażników w gospodarce irańskiej
Po wojnie iracko-irańskiej formacja rozszerzyła swoją aktywność na obszary, które formalnie nie należą do jego kompetencji. Początkiem ekspansji Strażników Rewolucji w gospodarce irańskiej było utworzenie dekretem prezydenta Rafsandżaniego konsorcjum budowlanego Ghorb, któremu powierzono odbudowę kraju „w duchu ideałów rewolucyjnych”. Budowało ono w Iranie liczne elementy infrastruktury publicznej, w tym mosty, tunele, tamy, systemy metra, porty. Różne firmy prowadzone przez Strażników zgrupowane są w konsorcjach: Fundacji Uciśnionych oraz Fundacji Spraw Męczenników i Weteranów. Fundacje zajmują się również udzielaniem pomocy charytatywnej oraz wspieraniem rodzin poległych i rannych podczas wojny iracko-irańskiej. W pierwszych dekadach XXI w. od 25 do 40% PKB Iranu wytwarzały różne firmy kontrolowane przez Korpus (dla porównania w 1989 było to tylko 5%), działające w sektorach rolniczym, górniczym, turystycznym, budowlanym, energetycznym, spożywczym, w różnych gałęziach przemysłu. Irańska Organizacja Przemysłu Obronnego jest w całości kontrolowana przez Korpus. Przedsiębiorstwa należące do Strażników Rewolucji zajmują się produkcją irańskich rakiet i broni masowego rażenia. KSRI posiada dwa własne banki: Bank Korpusu i Bank Wsparcia. Prowadzi ponadto agencję prasową Fars, dzienniki, tygodniki, kanały telewizyjne, portale internetowe. Trudno wskazać obszary irańskiej gospodarki, w której nie działałyby instytucje w różny sposób powiązane z KSRI; działalności takiej nie prowadzi natomiast Armia irańska.